# Djuptjärnen (Färnebo socken, Värmland)
Djuptjärnen är en sjö i Filipstads kommun i Värmland och ingår i Göta älvs huvudavrinningsområde.